# イブラヒム・ダンラッド
イブラヒム・ダンラッド（Ibrahim Danlad, 2002年12月4日 - ）は、ガーナ・アクラ出身のサッカー選手。アサンテ・コトコSC所属。ポジションはゴールキーパー。

## 経歴
2016-17シーズンよりアサンテ・コトコSCに加入した。
2019年12月、ベレクム・チェルシーFCに期限付き移籍した。

### 代表
年代別のガーナ代表に召集され、出場している。
2022 FIFAワールドカップには19歳の若さながら、正GKのジョー・ウォラコットらが落選したため、本大会メンバーに選出された。

## 代表歴

### 出場大会
- ガーナ代表
  - 2022 FIFAワールドカップ

### 試合数
- 国際Aマッチ 7試合 0得点（2022年-）[8]

| ガーナ代表 | 国際Aマッチ | 国際Aマッチ |
| 年         | 出場        | 得点        |
| ---------- | ----------- | ----------- |
| 2022       | 4           | 0           |
| 2023       | 3           | 0           |
| 通算       | 7           | 0           |